# Rajola dels Baixos de Balcó
La Rajola dels Baixos de Balcó és una obra de Mataró (Maresme) protegida com a Bé Cultural d'Interès Local.

## Descripció
S'han protegit 19 rajoles de balcons ubicades a tot el centre històric del municipi pel seu interès.

## Història
La fabricació de rajola de "mostra" a Catalunya es dona des de finals del segle xvi fins a la segona meitat del segle xix. Els exemplars més apreciats són dels segles xvi i xvii. Als segles xviii i xix augmenta la seva producció degut a la simplificació de la seva concepció (economia del color) i l'augment de les dimensions (de 13x13 cm a 20x20cm)
Dins les aplicacions de la rajola de "mostra" destaca els baixos del balcó pel seu nombre i situació. El balcó es construeix mitjançant un enreixat de forja amb reixes principals i travesseres sustentant rengles de rajola amb la decoració cap avall per ser vistes des del carrer. La barana també es forjada.